# Laguna de Sontecomapan
La Laguna de Sontecomapan oficialmente Manglares y Humedales de la Laguna de Sontecomapan es uno de los Sitios Ramsar de México con un área de aproximadamente 8 921 hectáreas. Se encuentra en el municipio de Catemaco, en el estado de Veracruz. Está conformado de agua dulce y salobre, tiene una forma irregular y un canal la comunica con el mar, sus dimensiones son de tres kilómetros de ancho por cuatro kilómetros de largo; teniendo el canal de conexión con el mar unos cuatro kilómetros con un pronunciado meandro en dirección este.

## Ubicación
Esta laguna está ubicada aproximadamente a 10 kilómetros al noroeste de la laguna de Catemaco, es alimentada por las descargas fluviales provenientes de la sierra de los Tuxtlas (al noroeste) y de Santa Martha (al sureste), así como por la precipitación pluvial tan intensa de la zona y por la entrada de agua de mar a través de la barra que la separa del Golfo de México. La arena depositada por la corriente, con el paso de los años ha ido bloqueando parcialmente el acceso a la laguna y por lo tanto el internamiento de barcos de mediano calado al interior de la laguna no es posible.

## Turismo
Sobre la barra de arena se ha establecido un pequeño poblado de tres o cuatro calles, los habitantes (alrededor de 300) se dedican principalmente a la actividad pesquera y a ofrecer servicios turísticos a los visitantes nacionales que llegan a la zona (casi no hay turismo extranjero, por desconocimiento, aislamiento de la zona o por la inseguridad actual).
Hace algunos años (cerca de 1960) esta zona estaba totalmente virgen ya que el poblado sobre la barra ni el hoy llamado pueblo de Sontecomapan existían y el asentamiento urbano más cercano se localizaba en el pueblo de Catemaco.